# Colitis pseudomembranacea
Colitis pseudomembranacea is een ontsteking (-itis) van de dikke darm, die vaak optreedt na een behandeling met antibiotica. Er zijn aanwijzingen dat het gebruik van maagzuurremmende middelen het ontstaan van de ziekte bevordert. Colitis pseudomembranacea wordt meestal veroorzaakt door overmatige groei van Clostridium difficile, een tot de normale darmflora behorende bacterie. Clostridium difficile maakt twee toxinen die het slijmvlies van de dikke darm aantasten. Met name een variant van Clostridium difficile, type 027 is een probleem vanwege resistentie tegen antibiotica.
Bij gebruik van antibiotica wordt het evenwicht tussen de verschillende bacteriestammen (de darmflora) die zich normaliter in het darmkanaal bevinden verstoord, en kan Clostridium difficile de overhand krijgen met colitis pseudomembranacea tot gevolg. De symptomen zijn frequente (meer dan zeven keer per dag) lozingen van vaak naar paardenmest stinkende diarree met buikpijn al dan niet met koorts. In ernstige gevallen kan het vochtverlies zo ernstig worden dat een levensbedreigende dehydratie ontstaat waarbij sepsis ('bloedvergiftiging'), lage bloeddruk, toxisch megacolon en darmperforatie kunnen optreden.
Behandeling van colitis pseudomembranacea bestaat uit het staken van het gebruik van antibiotica, tenzij de antibiotica zelf een levensbedreigende infectie moeten bestrijden. Zonder verdere complicaties geneest colitis pseudomembranacea onbehandeld meestal binnen 12 dagen. In ernstige gevallen is orale toediening van metronidazol meestal effectief tegen Clostridium difficile. Als laatste redmiddel voor levensbedreigende ziekenhuisbacterieinfecties wordt oraal toe te dienen vancomycine in reserve gehouden. Om het bacteriologisch evenwicht actiever te herstellen worden wel lactobacillus-stammen toegediend (oraal). Ook andere bacteriestammen worden wel (rectaal) gebruikt om de darmflora te herstellen.
De kans op colitis pseudomembranacea neemt toe met het stijgen van de leeftijd. Risicogroepen zijn vooral ook postoperatieve en anderszins verzwakte patiënten. Colitis pseudomembranacea is vaak een ziekenhuisinfectie (ontstaan in het ziekenhuis); de aandoening leidt tot uitscheiding van sporenvormen van de bacterie. Deze sporen zijn resistent tegen uitdroging en kunnen aan de schoenzolen worden meegenomen van kamer naar kamer. Als gevolg daarvan kan de aandoening zich verspreiden. Daarom krijgen patiënten een eigen toilet en liefst een eigen kamer.